# Unión Deportiva Salamanca
La Unió Deportiva Salamanca va ser un club de futbol espanyol, de la ciutat de Salamanca, a Castella i Lleó. Va ser fundat el 9 de febrer de 1923 i va desaparèixer el 18 de juny de 2013, per problemes econòmics. La seua darrera temporada la va disputar a la Segona divisió B.

## Història
La Unión Deportiva Salamanca es fundà el 9 de febrer de 1923 amb la denominació d'Unión Deportiva Española. Jugava al Campo del Calvario, al barri de San Bernardo, i en fou el fundador i primer president Federico Anaya, batlle de la ciutat aquells anys. Als anys 30 adoptà breument la denominació Club Deportivo Salamanca i el 15 de gener de 1932 adoptà l'actual nom d'Unión Deportiva Salamanca.
El 18 de juny de 2013 el club fou dissolt per deutes.
Evolució del nom:
- 1923: Unión Deportiva Española
- 1931: Club Deportivo Salamanca
- 1932: Unión Deportiva Salamanca
- 1992: Unión Deportiva Salamanca SAD

Clubs successors:
- 2013: Club Deportivo Club de Fútbol Salmantino → Club de Fútbol Salmantino UDS (2017) → Salamanca Club de Fútbol UDS (2017)
- 2013: Unionistas de Salamanca Club de Fútbol

## Dades del club
- Temporades a Primera divisió: 12
- Temporades a Segona divisió: 34
- Temporades a Segona divisió B: 9
- Temporades a Tercera divisió: 19
- Millor posició a la lliga: 7è (Primera divisió temporada 1974/1975)

## Palmarès

### Campionats Nacionals
- Segona Divisió B (4): 1987/1988, 1991/1992, 1993/1994 i 2005/2006.
- Tercera Divisió (8): 1944-45, 1947-48, 1955-56, 1956-57, 1964-65, 1966-67, 1968-69 i 1972-73.
- Campionat d'Espanya d'Aficionats (2): 1958 y 1959.

### Campionats Regionals
- Campeonato Regional Leonés (1): 1924.
- Copa Castilla y León (1): 2009-2010.

### Trofeus Amistosos
- Trofeo Emma Cuervo (1): 1976.
- Trofeo Ciudad de la Línea (1): 1977.
- Trofeo Ciudad de Valladolid (1): 1977.
- Trofeo del Olivo (1): 1997.
- Trofeo Ciudad de Salamanca (4): 1996; 1998; 1999 i 2000.
- Trofeo Ciudad de Mérida (1): 2008.
- Trofeo Concepción Arenal (1): 1989.

### Subcampionats
- Segona Divisió (4): 1941/42, 1950/51, 1981/82 i 1996/97.
- Segona Divisió B (1): 1992/93
- Tercera Divisió (7): 1946/47, 1948/49, 1954/55, 1958/59, 1959/60, 1967/68 i 1971-72.
- Campionat d'Espanya d'aficionats (1): 1957.

### Millor actuació en Copa del Rei
- Semifinals (1): 1976/77

## Presidents
| - Federico Anaya: 1923, Unión Deportiva Española - Jacinto Elena: 1923 - Benigno González: 1923-1924 - Huberto Sánchez Tabernero: 1924-1929 - Rafael González Cobos: 1929 - Manuel Herrero López: 1929-1930 - Luciano Sánchez Fraile: 1930-1931, Club Deportivo Salamanca - José Tejero Ruiz: 1931-1934, Unión Deportiva Salamanca - Manuel Herrero López: 1934-1935 - Luis Maeso Elorrio: 1935-1938 - Manuel Herrero López: 1938-1940 - Carlos Gutiérrez de Ceballos: 1940-1942 - Luis Maeso Elorrio: 1942-1943 - Andrés García Blanco: 1943-1944 - Pablo Beltrán de Heredia: 1944-1946 - Francisco García Revillo: 1947-1950 - Manuel Rosell de la Peña: 1950-1951 - Martín Sendín: 1951-1953 - Francisco García Revillo: 1953-1957 - Ricardo Sánchez Martínez: 1957-1958 - Dámaso Sánchez de Vega: 1958-1960 - Vicente del Río: 1960-1962 - Francisco García: 1962-1963 | - Gerardo Ramos: 1963-1965 - Augusto Pimenta de Almeida: 1965-1971 - José Luis Paniagua López: 1971-1975 - Francisco Cosme Maza: 1975-1977 - Sebastián Polo Rodríguez: 1977-1978 - Jesús Sánchez Belda: 1978 - Valeriano López Egido: 1978-1979 - José Luis Paniagua López: 1979-1980 - Juan Bautista Alonso Duel: 1980-1981 - Francisco Ortiz de Urbina Díez: 1981-1985 - Javier Rey Harguindey: 1985-1987 - Juan José Hidalgo Acera: 1987-1988 - Alfonso del Arco Inestal: 1988-1989 - Juan José Hidalgo Acera: 1989-1992 - Mariano Rodríguez Sánchez: 1992 - Juan José Hidalgo Acera: 1992-2002 - Carlos Adame Gómez: 2002-2003 - Juan José Hidalgo Acera: 2002-2003 - Ángel Mazas Acosta: 2003-2007 - Juan José Pascual Alfonso: 2007-2011 - Francisco Hernández Castellano: 2012-2013 - Alfonso del Arco Inestal: 2013 |

## Filial
Va ser el Club Deportivo Salmantino. Després de la desaparició de la Unión Deportiva Salamanca, un grup dels antics dirigents van crear el actual Club Deportivo Club de Fútbol Salmantino (comunament anomenat CF Salmantino) per a mantenir el legat de la Unión y continuar competint. El Salmantino juga ara els seus partits al Estadi Helmántico.